# Отвёртка
Отвёртка — ручной слесарный и столярный монтажный инструмент, предназначенный для завинчивания и отвинчивания крепёжных изделий с резьбой.
Отвёртка применяется чаще всего для манипуляций с винтами и шурупами, на головке которых имеется шлиц (паз). Обычно представляет собой металлический стержень с наконечником и рукояткой (пластмассовой или деревянной). ГОСТ 29308-92 «Инструмент монтажный для винтов и гаек. Номенклатура» относит к отвёрткам также некоторые виды ключей (ключи торцовые и ключи для круглых гаек с шлицем (шлицами) или отверстиями на торце) и сменные головки с внутренним и наружным зевом (по ГОСТ 25604-83 «Сменные головки. Типы и основные размеры»).
Отвёртка появилась, скорее всего, в XVI веке. Винты, для закручивания которых она потребовалась, применялись прежде всего для крепления и регулировки элементов ударно-спусковых механизмов огнестрельного оружия.

## Конструкция
Простейшая отвёртка представляет собой обычно стержень с наконечником, который при работе вставляют в шлиц, другой конец стержня снабжён деревянной, пластмассовой или резиновой рукояткой. Материал рукоятки и её форму выбирают исходя из соображений повышения сцепляемости с рукой.
Поскольку зависимость между диаметром рукоятки и вращающим моментом, выдаваемым на деталь, прямая, то обычно диаметр тем больше, чем больше размер деталей, под шлиц которых рассчитана отвёртка. Поэтому отвёртки, предназначенные для мелких деталей, снабжаются тонкими рукоятками во избежание срыва шлица или резьбы или разрыва детали. Некоторые отвёртки имеют в рукоятке отверстие, которое позволяет усилить вращающий момент при использовании рычага, продеваемого в это отверстие (это, как правило, незаявленная функция такого отверстия, и приложение чрезмерных усилий может привести к разрушению рукоятки; прямое назначение усиления вращающего момента при использовании рычага имеет поводок под ключ), или используется для крепления страховочного шнура. В рукоятке отвёрток со сменными вставками может располагаться полость для хранения отвёрток-вставок. На торце рукоятки отвёрток для точных (ювелирных) работ располагается, как правило, крутящаяся опорная пятка.
Наконечник отвёртки изнашивается из-за действия значительных механических напряжений в процессе работы. Для увеличения срока службы наконечника его изготавливают из специальных износостойких и прочных сплавов, например, из хром-ванадиевых -молибденовых сталей.
Также износ повышается при использовании неподходящих типа и размера отвёртки и крепежа. К примеру, вместо отвёртки с наконечником PZ2 для крепежа PZ2 используется отвёртка PH2 или PZ1. При правильном выборе наконечника он должен сидеть в головке крепежа без болтания.

## Виды рабочей части
В зависимости от типа шлица на головке детали, используются отвёртки с различными типами рабочей части.
| Назначение   | Тип                                      | Изображение | Пример                                                                               | Описание и назначение |
| ------------ | ---------------------------------------- | ----------- | ------------------------------------------------------------------------------------ | --- |
| Стандартные  | Прямой шлиц (шлицевой)                   |             |                                                                                      | Лопатка по ГОСТ 24437-93 «Отвертки слесарно-монтажные. Лопатки слесарно-монтажных отверток для винтов и шурупов с прямым шлицем. Размеры», самый простой и исторически первый вид рабочей части. |
| Стандартные  | Phillips                                 |             |                                                                                      | Крестообразный самовыталкивающийся. Тип H по ГОСТ 10753-86 «Шлицы крестообразные для винтов и шурупов. Размеры и методы контроля». На данный момент продолжает широко применяться в приборостроении, так как является стандартом де-факто и занимает мало места в головке, а также в строительстве (с использованием специальных шуруповёртов, имеющих муфту-регулятор глубины завинчивания) и других схожих сферах применения. |
| Стандартные  | Pozidriv                                 |             |                                                                                      | Усовершенствованная версия шлица Phillips, несамовыталкивающийся. Тип Z по ГОСТ 10753-86 «Шлицы крестообразные для винтов и шурупов. Размеры и методы контроля». Из-за большой глубины шлица применяется только там, где винты вынуждены иметь большие головки: в мебельном производстве и строительстве. Впрочем, именно в этих отраслях нужен большой вращающий момент, принципиально невозможный для Phillips.               |
| Стандартные  | Шестигранный шлиц                        |             |                                                                                      | Позволяет получить большой вращающий момент. Не требует осевого давления на инструмент, чем значительно уменьшает усталость руки рабочего. Самоцентрирует ось ручного инструмента, повышая удобство и точность работ, и уменьшая износ. Позволяет в ряде случаев удерживать винт. |
| Стандартные  | Torx (шестилучевая звёздочка)            |             |                                                                                      | Позволяет получить большой вращающий момент, применяется в производстве бытовой техники, машиностроении. |
| Специальные  | Pentalobe (пятилучевая звёздочка)        |             |                                                                                      | Смартфоны iPhone, Xiaomi. |
| Специальные  | Tri-Wing (трёхлопастной)                 |             |                                                                                      | Используется в авиакосмической промышленности и в производстве электронных устройств. |
| Специальные  | Torq-Set (асимметричный крестообразный)  |             |                                                                                      | Применяется только в авиакосмической промышленности. |
| Специальные  | One-way                                  |             |                                                                                      | Не предусмотрен для выкручивания. Закручивается обычным прямым шлицем |
| Специальные  | Двухштырьковый                           |             |                                                                                      | Применяется в лифтах и других местах, где важны одновременно эстетичность и вандалозащита. |
| Специальные  | Шлицевая с прорезью (вилочная)           |             |                                                                                      | Аналогично двухштырьковому; применяется в бытовой технике, где нежелательно дилетантское вмешательство. |
| Специальные  | Квадратный                               |             |                                                                                      | Используется в электрощитовом оборудовании. |
| Специальные  | Треугольный                              |             |                                                                                      | Применяется в поездах СНГ. |
| Специальные  | Torx со штырьком (Torx Tamper Resistant) |             |                                                                                      | Звездообразная шестилучевая с отверстием посередине, куда входит штырек посередине шестилучевого углубления винта. |
| Специальные  |                                          |             |                                                                                      | |
| Объединённые |                                          |             |                                                                                      | |
|              |                                          |             |                                                                                      | |
|              |                                          |             | Позволяет закручивать/откручивать винты Philips/Pozidriv простой шлицевой отверткой. | |

## Размеры шлицев
Шлицы одного типа могут иметь различные линейные размеры:
- прямые шлицы — на различную глубину/ширину;
- шлицы других форм — размеры, задаваемые стандартизованным номером шлица (например, PH2 — крестообразный шлиц Phillips, используемый обычно в шурупах диаметрами 4—5 мм).

За редкими исключениями наконечник отвёртки подходит только к шлицам с конкретными размерами.

## Изменения конструкции
Многие отвёртки имеют одно или несколько из следующих изменений конструкции.

### Храповой механизм (реверсивная отвёртка)
Более сложным вариантом отвёртки является отвёртка с храповым механизмом («трещоткой»), благодаря которому стержень с наконечником свободно прокручивается в рукоятке в одном направлении. Такая конструкция позволяет работать отвёрткой одной рукой (причём, любой), не перехватывая рукоятку. В зависимости от выполняемых функций (отвинчивания или завинчивания) требуется сменить направление прокручивания стержня. Храповой механизм снабжается для этого переключателем, выполняемым в виде рычага, ползункового переключателя или муфты. Среднее положение переключателя блокирует вращение стержня в рукоятке.

### Отвертки-вставки (сменные наконечники, насадки, головки, «биты»)
Выпускаются также универсальные отвёртки (разг. «битодержатели»), которые представляют собой рукоять, к которой возможно присоединить целый набор наконечников или сменных головок под разные виды и размеры шлицев. Крепление осуществляется с помощью магнитного или пружинного держателя (отвёртки-вставки с приводным наружным шестигранником, например, по ГОСТ 30092-93, или вставки сменные к отвертке универсальной с кулачковым поводком по ОСТ 1 52461-01 и так далее), цангового зажима или другим способом. Отвёртки-вставки могут иметь различную длину.
Разговорное название отвёртки-вставки — «бита» (от англ. bit) — в официальной нормативной технической документации не встречается.
Вставки являются оснасткой (расходным материалом) для шуруповёртов и винтовёртов.
В соответствии с DIN 3126 хвостовики вставок бывают: 1/4" (C 6.3, E 6.3), 5/16" (C 8), 7/16" (E 11.2), M5 (резьба), 10/32" (NF2A) (резьба). Так же встречаются шестигранные 4 мм.
По ГОСТ Р 57980 размер шестигранных хвостовиков могут быть 3, 4, 5,5, 6,3, 8, 11,2 и 12,5 мм.
Встречаются отвёртки с хранением сменных насадок внутри корпуса отвёрток.

### Увеличенная или уменьшенная длина стержня
Обычно длина выступающей из рукоятки части стержня составляет порядка 100—200 мм. Для работы в труднодоступных местах длина стержня может быть значительно увеличена, для работы в тесных условиях — уменьшена (часто с одновременным уменьшением длины рукоятки). Изредка встречаются отвёртки, у которых присутствует возможность изменять длину части стержня, выдающейся из рукоятки, — рукоятка снабжена специальным запирающим устройством, удерживающим стержень в выбранном положении.

### Рукоятка поворотная, пистолетная или Т-образная
Для увеличения вращающего момента рукоятка отвёртки может иметь изогнутую (пистолетную, Г-образную) или Т-образную форму. Чем форма рукоятки ближе к Т- или Г-образной, тем больше плечо рычага, тем больший момент силы можно получить. Существуют отвёртки с шарниром в рукоятке, благодаря которому можно изменять угол между осью стержня и осью рукоятки, регулируя длину рычага.

### Гибкий вал или зубчатая передача
Часть стержня отвёртки может быть заменена гибким валом или угловой зубчатой передачей для работы в стеснённых условиях.

### Поводок под ключ
Согласно ГОСТ Р 53935-2010 (ИСО 8764-2:2004) отвертки изготавливаются со стержнем круглого сечения или со стержнем круглого сечения с шестигранным поводком под ключ. В некоторых отвёртках применяется гранёный стержень (с сечением в форме квадрата или правильного шестиугольника). Благодаря этому возможно вращать отвёртку гаечным ключом для увеличения вращающего момента.

### Диэлектрическое покрытие
Для работы вблизи проводников под электрическим напряжением или с деталями, находящимися под напряжением, отвёртка может быть покрыта изолирующим материалом. Обычно покрываются рукоятка целиком и стержень за исключением наконечника. Диэлектрическая изоляция такой отвёртки рассчитывается для гарантированной защиты от напряжения до 1000В, при выпуске из производства испытывается и об этом ставится отметка на рукоятке.

### Индикаторная отвёртка
Индика́торная отвёртка (отвёртка-про́бник, отвёртка-те́стер, фазник) — переносной однофункциональный электроизмерительный прибор (фазометр), изготавливающийся в соответствии с ГОСТ 30012.1-2002 «Приборы аналоговые показывающие электроизмерительные прямого действия и вспомогательные части к ним». Служит для обнаружения фазного провода (оценки наличия фазы напряжения на данном токонесущем участке) при проведении электромонтажных работ. Индикаторная отвёртка имеет диэлектрическое покрытие. В силу особенностей конструкции, как правило, данный вид отвёрток не предназначен для приложения значительных механических усилий.

#### Принцип действия
В соответствии с законами физики, один из проводов бытовой осветительной сети является нейтралью и в обычных условиях не представляет опасности для человека. Чтобы избежать несчастного случая, а также для определения нахождения фазового провода, специалисту-электрику необходимо его определить. Для этого профессионалы применяют в качестве пробника лампу накаливания или пользуются индикаторной отвёрткой, работающей в соответствии с принципом, который был открыт в XIX веке Генрихом Герцем. В основе принципа лежит электромагнитное взаимодействие. В бытовой электрической сети чаще всего используется переменный ток, частотой 50 Гц, образующиеся при этом электромагнитные волны активно излучаются в окружающее пространство. Таким образом, если коснуться испытуемого провода металлической клиновидной рабочей поверхностью, то измерительная отвёртка становится антенной для приёма волн частоты 50 Гц.
При этом газоразрядная индикаторная лампа, которая в отличие от лампы накаливания обладает разрывом электрической цепи между электродами, начинает работать по принципу электрического конденсатора, между пластинами которого под действием переменного напряжения наводится ток, являющийся причиной ионизации (искровой промежуток) и свечения газа, заполняющего колбу лампы. Изначально сопротивление излучения велико и потока электронов не хватает для достаточной ионизации газового промежутка между электродами в лампе. Однако, достаточно прикоснуться пальцем к контактной кнопке, электроны устремляются на тело и возникающий ток является причиной горения индикаторной лампы отвёртки. Этот эффект свечения лампы при прикосновении рабочей поверхности индикаторной отвёртки к фазовому проводу наблюдается регулярно, не зависимо от того, есть ли контакт тела мастера с заземлением или нет. В результате контакта часть энергии гасится кожей, вызывая едва заметный нагрев участков соприкосновения, однако значительная часть излучается в окружающее пространство. Площадь поверхности тела взрослого человека превышает 1 м², потому рассеивание мощности в эфир значительно. Указанное явление вызывает увеличение числа электронов, проходящих через разрядную лампу, и она зажигается.
Итак, начальный розжиг искрового промежутка происходит за счёт разности потенциалов: проводная сеть для передачи и распределения тока имеет некий потенциал, разницы которого с телом человека достаточно для розжига дуги. В XX веке стали широко доступны светодиоды, которые нашли применение в современных индикаторных отвёртках, придя на смену газоразрядным лампам. Использование светодиодов в целом не меняет принцип действия индикаторной отвёртки, однако при этом устраняется необходимость браться рукой за контактную кнопку, так как энергия уже излучается через металлическую контактную площадку. Впрочем, если всё-таки дотронуться, то увеличивается размер принимающей антенны, что способствует повышению яркости свечения светодиода.
В качестве защиты от возможного удара электрическим током в цепь индикаторной газоразрядной лампы перед выходом на контактную копку последовательно устанавливалось сопротивление высокого номинала. Назначение сопротивления очевидно: в случае если незадачливый электрик в процессе работы коснётся голой рукой (через искровой промежуток) за фазовый провод, а другой частью тела прислонится к заземлённому токопроводящему предмету, то с учётом относительно небольшого сопротивления человеческого тела переменному току, не наступало смерти.

### Пятка для нанесения ударов
Некоторые отвёртки имеют стержень, проходящий через всю длину рукоятки и расширяющийся на конце, противоположном наконечнику. По этому расширению (пятке) можно наносить удары молотком без угрозы разрушения рукоятки. К таким мерам прибегают в случаях, когда шлиц детали сильно загрязнен и иначе не удается надежно зацепить деталь, а также в некоторых других случаях. У некоторых отвёрток пятка для нанесения ударов выполнена в виде шестигранного поводка под ключ.

### Подстроечная отвёртка
Отвёртка, сделанная целиком из пластмассы или керамики. Предназначена для настройки чувствительной аппаратуры, снижает наводки от руки, не искажает параметры настраиваемой цепи (ёмкость, индуктивность или намагниченность).

### Ударная отвёртка
Отвёртка ударная для сменных головок (упоминается в ГОСТ 29308-92 «Инструмент монтажный для винтов и гаек. Номенклатура») — механическое устройство, преобразующее энергию удара во вращающий момент. Как правило, ударная отвёртка (ударно-поворотная отвёртка) снабжена реверсом, позволяющим менять направление вращения.

### Часовая отвёртка
Часова́я отвёртка представляет собой часовой инструмент (инструмент для ремонта часов), предназначенный для проведения точных работ с уменьшенной в размерах особо точной рабочей частью и вращающейся головкой на рукоятке для удобства в работе с головками метизов малых размеров (упирая ладонь об головку для возможности крайне небольшого и плавного вращения корпуса отвертки пальцами). Иногда конструкцией предусмотрено приспособление для установки сменных насадок с разным размером рабочей части, специально заточенной для точного соответствия головкам винтов малых и особо малых размеров. Данный тип отвёрток используется для сборки — разборки не только часов, но и микрокалькуляторов, фотоаппаратов, плееров и другой электроники.

## Электрическая отвёртка
Развитием идеи отвёртки является специализированный электрический или пневматический инструмент, приводящий в движение сменный наконечник (электроотвёртка, шуруповёрт, винтовёрт). С этой целью используют также дрели, но использование дрели, не имеющей муфты-регулятора вращающего момента, чревато порчей крепежа или отвёртки-вставки.

## Импровизированные заменители
Ручные отвёртки с прямым шлицем («прямые») часто используются как импровизированные заменители других инструментов, например, гвоздодёра, зубила, стамески или долота. Отвёртки изначально не предназначены для подобных целей. Кроме того, такое использование может привести к повреждению самого наконечника, изогнуть вал, разрушить материал рукоятки или травмировать пользователя-любителя в случае, если отвёртка соскользнёт или сломается.
В некоторых случаях отвёртки с любой формой рабочей части могут использоваться в качестве колющего оружия (холодное оружие) для нанесения колотых ран, их наличие обычно жёстко регламентируется в местах лишения свободы (гауптвахтах, тюрьмах и других исправительных учреждениях пенитенциарной системы), а также входит в перечень запрещённого для заключённых под стражу.

### Нормативные документы
- ГОСТ 29308-92. Инструмент монтажный для винтов и гаек. Номенклатура
- ГОСТ 21010-75. Отвертки диэлектрические. Технические условия
- ГОСТ Р 53935-2010. Отвертки слесарно-монтажные для винтов и шурупов с крестообразным шлицем. Общие технические требования, методы контроля и испытаний
- ГОСТ Р 52785-2007. Отвертки слесарно-монтажные для винтов и шурупов с крестообразным шлицем. Рабочая часть. Размеры
- ГОСТ 24437-80. Отвертки слесарно-монтажные. Лопатки слесарно-монтажных отверток для винтов и шурупов с прямым шлицем. Размеры
- ГОСТ 30092-93. Отвертки-вставки с приводным наружным шестигранником для винтов с прямым шлицем. Размеры
- ГОСТ 10753-86. Шлицы крестообразные для винтов и шурупов. Размеры и методы контроля
- ГОСТ 10754-80. Отвертки слесарно-монтажные. Рабочая часть слесарно-монтажных отверток для винтов и шурупов с крестообразным шлицем. Размеры
- ГОСТ 25604-83. Сменные головки. Типы и основные размеры
- ОСТ 1 52446-79. Вставки для винтов с крестообразным шлицем по ГОСТ 10753-64. Конструкция и размеры
- ОСТ 1 52448-79. Вставки для винтов с крестообразным шлицем по ГОСТ 10753-64. Конструкция и размеры
- ОСТ 1 52461-01. Вставки сменные для винтов с крестообразным шлицем по ГОСТ 10753-64. Конструкция и размеры